# Steptoe & Johnson
Steptoe & Johnson LLP es una firma de abogados internacional. Litiga, arbitra y representa a clientes ante las agencias gubernamentales. Asimismo, asesora las transacciones empresariales. La empresa tiene más de 500 abogados y otros profesionales en oficinas en Pekín, Bruselas, Century City, Chicago, Londres, Los Ángeles, Nueva York, Palo Alto, Phoénix y Washington D. C.

## Historia
Philip Steptoe y Louis A. Johnson, graduados en Derecho por la Universidad de Virginia, fundaron Steptoe & Johnson en 1913 en la ciudad de Clarksburg, Virginia Occidental. En 1928, Steptoe & Johnson abrió una segunda oficina en Charleston (Virginia Occidental) para atender el trabajo legislativo y estar próxima al regulador en la capital estatal. Más adelante, Louis A. Johnson, militar de carrera, ascendió al grado de coronel. En 1937, el presidente Franklin D. Roosevelt lo nombró Secretario de Guerra.
Tras dejar el presidente Roosevelt la Administración, Steptoe & Johnson abrió oficina en Washington D. C. en 1945. Poco después, Johnson volvía otra vez a la Administración, esta vez de la mano del presidente Harry S. Truman, donde desempeñó el cargo de Secretario de Defensa hasta 1950.
La oficina de Washington creció deprisa bajo la influencia de Johnson. Entre sus primeros clientes estaban las compañías de aerolíneas y de ferrocarriles, así como las compañías extranjeras que habían trabajado al servicio de la Administración estadounidense durante Segunda Guerra Mundial. Steptoe & Johnson se especializó en leyes reguladoras, impuestos y comercio internacional.
Hacia 1980, la empresa experimentó un periodo de gran crecimiento, desgajando las oficinas de Washington y Virginia Occidental, donde todavía mantiene la sede de Clarksburg.

## Especialización
Steptoe & Johnson está especializada en las siguientes áreas: competencia, sociedades, finanzas; energía; Derecho ambiental, Derecho laboral; lobbys, inmigración, propiedad intelectual, arbitraje internacional, comercio internacional, demandas, seguridad, propiedades; impuestos, telecomunicaciones, internet y medios de comunicación, transporte y delitos financieros.

## Dimensión social
Steptoe es una firma con un proyecto social (pro bono), con acciones en diversos campos: asistencia a víctimas de tráfico de niños, libertades civiles y derechos civiles, desarrollo económico comunitario, Derecho penal, discapacidad, educación, el anciano, empleo, Derecho de familia, albergando y personas sin hogar, derechos humanos, Organización sin ánimo de lucro e impuestos. Sus actividades de servicio público han sido premiadas en varias ocasiones.